# كريس واتسون (لاعب كرة قدم أمريكية)
كريس واتسون (بالإنجليزية: Chris Watson)‏ هو لاعب كرة قدم أمريكية أمريكي، ولد في 30 يونيو 1977 في شيكاغو في الولايات المتحدة.

## وصلات خارجية
- كريس واتسون على موقع مرجع كرة القدم المحترفة.كوم (الإنجليزية)